# NGC 3643
NGC 3643 (другие обозначения — MCG 1-29-36, ZWG 39.136, PGC 34802) — линзовидная галактика в созвездии Льва. Открыта Альбертом Мартом в 1865 году.
Этот объект входит в число перечисленных в оригинальной редакции «Нового общего каталога».
В 2020 году в галактике была вспышка сверхновой 2020hvf типа Ia, которая отличалась особо высокой светимостью. По всей видимости, масса белого карлика, который и вспыхнул как сверхновая, превышала предел Чандрасекара и составила 2,1 M⊙.
Галактика NGC 3643 входит в состав группы галактик NGC 3640. Помимо NGC 3643 в группу также входят NGC 3611, NGC 3630, NGC 3645, NGC 3640, NGC 3641, NGC 3664, NGC 3664A и UGC 6345.